# Carl Stumpf
Carl Stumpf (21. duben 1848, Wiesentheid – 25. prosinec 1936, Berlin) byl německý filozof, psycholog a muzikolog.

## Biografie
Byl žákem Franze Brentana a Rudolfa Hermanna Lotzeho, sám silně ovlivnil Edmunda Husserla při definování základů filozofické fenomenologie a Maxe Wertheimera, Wolfganga Köhlera i Kurta Koffku, kteří vyvinuli gestalt psychologii.
Mezi jeho žáky patřil i spisovatel Robert Musil, byl též osobním přítelem Tomáše Garrigue Masaryka. Byl profesorem (od 1894) a nakonec rektorem (od 1907) Berlínské (dnes Humboldtovy) univerzity.
Působil i na německé části Karlovy univerzity v Praze (1879–1884). K jeho nejznámějším pracím patřila kniha Tonpsychologie z roku 1878 zabývající se vnímáním zvuků. V oblasti filozofie rozlišil jevy (smyslové obsahy, paměťové obrazy) a jejich funkce (stavy, prožitky), ty první by dle něj měla zkoumat „fenomenologie“ – právě tento názor ovlivnil Stumpfova žáka Husserla.